# مدیریت تأسیسات
مدیریت تأسیسات از رشته‌های مدیریتی است، که با یکپارچه‌سازی فرایندهای درون سازمانی، در زمینه نگهداری و توسعه تأسیسات و ساختمان‌ها، همچنین ارائه خدمات پشتیبانی، فعالیت می‌نماید. مدیریت تأسیسات اغلب زیرمجموعه‌ای از مدیریت حرفه‌ای محسوب می‌شود، که بر روی ارائه خدمات کارآمدتر و مؤثر در شرکت‌های خدماتی متمرکز می‌باشد. 